# Razred podmornic Una
Una (tudi  Tip 911, ali B-91) je bil razred šestih električnih žepnih podmornic, ki jih je zgradila ladjedelnica Brodosplit v 1980-ih za Jugoslovansko mornarico. Namenjene so bil polaganju majhnih morskih min in transportu specijalcev. Zaradi majhnih dimenzij so lahko operirale v plitkih vodah, so pa imele omejen doseg in niso bile oborožene s torpedi. Pogon sta zagotavljala dva električna motorja, ki sta se napajala iz baterij, podmornice niso imele dizelskega generatorja.

### Specifikacije
- Izpodriv: 76,2 ton (na površju), 87,6 ton (potopljena)
- Dolžina: 18,82 m
- Globina: 120 m
- Pogon: 2 × 18 kW (24 KM) električna motorja
- Hitrost: 7 vozlov (13 km/h; 8 mph) (na površju); 8 vozlov (15 km/h; 9 mph) (potopljena)
- Doseg: 463–500 km; pri 3 vozlih (6 km/h; 3 mph)
- Čas plovbe: 96–160 ur (odvisno od števila posadke)
- Posadka: 4 + 6 specialcev

## Podmornice
| Ime    | Številska oznaka | Klicno ime | Graditelj                                            | Datum izgradnje | Upkojitev | Stanje                            |
| ------ | ---------------- | ---------- | ---------------------------------------------------- | --------------- | --------- | --------------------------------- |
| Tisa   | P-911            | Tisa       | Brodogradilište specijalnih objekata, Split, Hrvaška | 1985            | 1997/2001 | Donirana muzeju v Beogradu        |
| Una    | P-912            | Una        | Brodogradilište specijalnih objekata, Split, Hrvaška | 1986            | 1997/2001 | Donirana Črnogorskemu muzeju      |
| Zeta   | P-913            | Zeta       | Brodogradilište specijalnih objekata, Split, Hrvaška | 1987            | 2005      | Donirana vojaškemu muzeju v Pivki |
| Soča   | P-914            | Soča       | Brodogradilište specijalnih objekata, Split, Hrvaška | 1987            | 2001/2005 | Donirana muzeju                   |
| Kupa   | P-915            | Kupa       | Brodogradilište specijalnih objekata, Split, Hrvaška | 1989            | 2003      | Razrezana leta 2008               |
| Vardar | P-916            | Vardar     | Brodogradilište specijalnih objekata, Split, Hrvaška | 1989            | 2005      | Neznano                           |

## Članki v novicah
- Šoštarić, Eduard (7. avgust 2008). »Bitka za jedrenjak 'Jadran'« [Battle for the sailboat 'Jadran']. Nacional. Arhivirano iz prvotnega spletišča dne 16. julija 2012. Pridobljeno 31. januarja 2014.
- S., An. (23. februar 2009). »Crna Gora Hrvatskoj poklanja podmornicu« [Montenegro giving Croatia a submarine]. tportal.hr. Pridobljeno 31. januarja 2014.
- Švel, Boris (6. oktober 2012). »Sudbina podmornice P-01« [Faith of the submarine P-01]. obris.org. Pridobljeno 31. januarja 2014.
- Romac, Denis (12. april 2011). »U strahu od Hrvata, Slovenci podmornicu za muzej dovoze kopnom!« [In fear of the Croatians, the Slovenians are transporting their museum submarine by land]. Novi list. Pridobljeno 31. januarja 2014.
- Krnić, Denis (17. september 2011). »Slovenci predstavili restauriranu podmornicu Zeta, jedino Hrvate nisu pozvali« [Slovenians presented the restored submarine Zeta, Croatians the only ones not to be invited]. Slobodna Dalmacija. Pridobljeno 31. januarja 2014.
- »Svečanost u Porto Montenegru - podmornica "Heroj" otvorena za posjete« [Celebration in Porto Montenegro - submarine "Heroj" open to visitors]. Radio Tivat. 3. julij 2013. Arhivirano iz prvotnega spletišča dne 7. februarja 2015. Pridobljeno 31. januarja 2014.
- Luković, Siniša (19. junij 2013). »Turistička atrakcija: Obilazak podmornice "Heroj" u Tivtu« [Tourist attraction: tour of the submarine "Heroj" in Tivat]. Vijesti. Arhivirano iz prvotnega spletišča dne 19. februarja 2014. Pridobljeno 31. januarja 2014.
- Krnić, Denis (25. marec 2013). »Stjepan Lozo: Nećemo odustati od 'Velebita'« [Stjepan Lozo: We won't give up on 'Velebit']. Slobodna Dalmacija.
- »Srbija dobija podmornicu od CG« [Serbia getting a submarine from Montenegro]. B92. 26. junij 2014. Pridobljeno 27. junija 2014.